# Staffan Skott
Sten Staffan Skott, född 16 augusti 1943 i Ludvika, död 24 september 2021 i Huddinge distrikt i Stockholms län, var en svensk författare, journalist och översättare med inriktning på Rysslands och Sovjetunionens historia.

## Biografi

### Författare
Skott skrev 17 böcker, varav de flesta behandlade Ryssland och Sovjetunionens historia. I boken Sovjetunionen från början till slutet behandlas Sovjetunionens historia, och i senare upplagor även Ryssland under Jeltsin och Putin.
Staffan Skott skrev också standardverket Tidens cykelbok och böcker om furstehusen Romanov och Bernadotte. Han författade även tidigt en handbok om digital ordbehandling.
Han var en uttalad antikommunist och skrev boken Aldrig mer! (1999) för unga läsare om kommunismen. Aldrig mer! har sedan utkommit i en utvidgad upplaga 2004, där han lagt till ytterligare en del som behandlar Vänsterpartiets förhållande till främst Sovjetunionen. Han utgav 1991 boken Liken i garderoben (1991), som är en kritisk granskning av Vänsterpartiets historia och utkom 2000 i en ny utgåva med titeln Liken i garderoben lever än, där den andra hälften består av 150 sidor nyskrivet material om Vänsterpartiet efter Sovjetunionens upplösning. 
Skotts verk har översatts till norska, finska, estniska, polska och ryska.

### Journalist
Skott, som var uppvuxen i Gävle, skrev som tonåring för Arbetarbladet i Gävle, och började 1967 att skriva för Aftonbladets kultursidor. År 1973 inledde han sitt arbete för Dagens Nyheters Namn och Nytt-sidor, både som skribent och redigerare. Han skrev där kåserier om bland annat Ryssland, militärmusik och sitt liv i Kalifornien ända fram till sin pension år 2008.

### Översättare
Skott var Sveriges mest anlitade översättare av rysk dramatik och har bland annat översatt Anton Tjechovs sju helaftonspjäser, Gogols Revisorn och ett fyrtiotal andra pjäser. Bland hans prosaöversättningar märks urversionen av Tolstojs Krig och fred, Gogols Döda själar, Viktor Pelevins Insekternas liv samt två av Michail Gorbatjovs självbiografier.
Han har även översatt från engelska till svenska.
I februari 2009 tilldelades han Samfundet De Nios Översättarpris.

### Politik
Skott var organiserad socialdemokrat från 1958 till 2007, först inom ungdomsförbundet SSU där han var en av grundarna av SAP:s skolklubb i Gävle och sedan inom moderpartiet. När Mona Sahlin 2011 avgick som partiordförande återinträdde han i partiet.

### Familj
Han har fem barn, bland dem journalisten Julia Skott.